# Europtron gracile
Europtron gracile är en skalbaggsart som beskrevs av Sylvain Auguste de Marseul 1867. Europtron gracile ingår i släktet Europtron och familjen Melolonthidae. Inga underarter finns listade i Catalogue of Life.